# Hoplophorella diamphidios
Hoplophorella diamphidios är en kvalsterart som först beskrevs av Wojciech Niedbała 2004.  Hoplophorella diamphidios ingår i släktet Hoplophorella och familjen Phthiracaridae. Inga underarter finns listade i Catalogue of Life.